# Kalutara
Kalutara (syng. කළුතර, tamil. களுத்துறை) – miasto w zachodniej części Sri Lanki, nad Oceanem Indyjskim. Położone jest w dystrykcie Kalutara w Prowincji Zachodniej około 40 km na południe od Kolombo.

## Zabytki oraz interesujące miejsca
- stupa Gangatilaka - jedna z największych stup na wyspie i jedyna[1] na świecie pusta w środku. Wnętrze ozdobione 74 ściennymi malowidłami ilustrującymi Dżatakę, czyli historię poprzednich wcieleń Buddy;
- zamek Richmond - budowla łącząca cechy architektury indyjskiej i brytyjskiej inspirowany pałacami indyjskich maharadżów.